# James Connolly (athlétisme)
Pour les articles homonymes, voir James Connolly et Connolly.
James Brendan Connolly, né le 28 octobre 1868 à South Boston (Boston, Massachusetts) et mort le 20 janvier 1957 à Brookline (Massachusetts), est un ancien athlète américain. En remportant le concours du triple saut le 6 avril 1896, il est le premier champion olympique depuis la disparition des jeux antiques. Après sa carrière sportive, il devient journaliste et auteur et gagne un prix Pulitzer.

## Biographie

### Carrière sportive
Étudiant à l'université Harvard, James Connolly répond avec enthousiasme à l'appel olympique. Il est toutefois contraint de mettre un terme à ses études pour se rendre à Athènes, son université n'acceptant pas de lui accorder un aménagement de son calendrier scolaire. Il finance son voyage en Europe grâce au soutien du Suffolk Athletic Club et des bénéfices de ventes de pâtisseries organisées dans son village. Après un périple de près de trois semaines, en bateau via Naples, puis en train jusqu'à Athènes, Connolly arrive sur le site olympique quelques heures à peine avant le débuts des épreuves de saut. Il avait en effet confondu calendrier orthodoxe et calendrier grégorien.
Il gagne le premier titre olympique de l'ère moderne le 6 avril 1896 en remportant le concours du triple saut devant le Français Alexandre Tuffèri. Son meilleur saut est mesuré à 13,71 m contre 12,70 m au Français. Le Grec Ioánnis Persákis complète le podium (12,52 m). La présence d'un athlète grec parmi les meilleurs attise l'enthousiasme des supporters grecs. Ces derniers prennent d'ailleurs en grippe les Américains, qui sont trop forts. Ils ont écrasé les séries d'athlétisme disputées avant la finale du triple saut, et le public grec n'apprécie pas de voir ses champions battus. Le prince Georges, lui-même, intervient en plein concours pour qu'il cesse de marquer sa course d'élan. Son style de saut est également contesté. Connolly est le seul sauteur à faire un cloche-pied puis une foulée avant son saut. Après consultation des règlements, confirmant que le mouvement de Connolly n'était pas interdit, il est sacré champion olympique. Il peut alors se laisser à sa joie et expédie un télégramme de victoire aux siens : « Les Hellènes ont vaincu l'Europe ; moi, j'ai vaincu le monde entier... ».
Connolly prend ensuite part au concours de saut en hauteur, où il termine deuxième et au concours de saut en longueur, où il remporte la médaille de bronze avec un saut mesuré à 5,84 m.
En 1900, Connolly est présent à Paris pour la deuxième édition des Jeux. Il doit se contenter de la médaille d'argent en triple saut.

### Carrière d'auteur

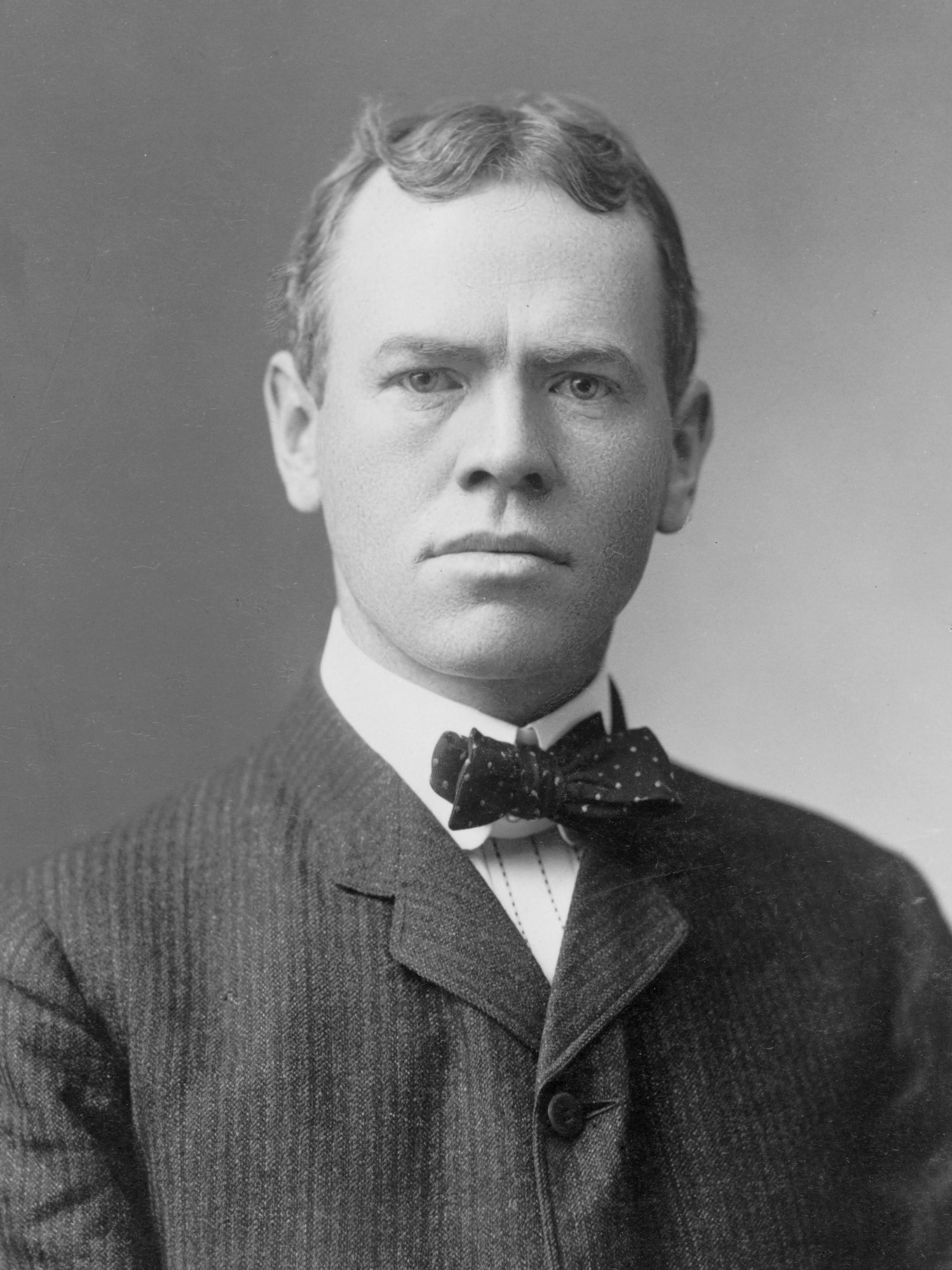
James Connolly en 1906.

Connolly est également présent à Saint-Louis à l'occasion des Jeux, mais pas comme athlète. Il est devenu journaliste et auteur. Passionné par la marine et les voyages, il se spécialise dans le genre maritime, signant 25 romans et plus de 200 nouvelles de ce type. 
Harvard lui décerne un maillot en 1948 pour  sa carrière de sportif. Il refuse toutefois de retourner dans l'enceinte de l'université.

## Palmarès

### Jeux olympiques
- Jeux olympiques de 1896 à Athènes  Grèce :
  -  Médaille d'or du triple saut.
  -  Médaille d'argent du saut en hauteur.
  -  Médaille de bronze du saut en longueur.
- Jeux olympiques de 1900 à Paris  France :
  -  Médaille d'argent du triple saut.

## Distinction
- Titre de docteur honoris causa décerné par l'université Harvard